# Christian Priber
Christian Priber, de son nom complet Christian Gottlieb Prieber, est un utopiste et aventurier allemand, né à Zittau, le 21 mars 1697.  

## Jeunesse
Il étudie à Leipzig en 1718 puis dans la célèbre université d’Erfurt. Sa thèse de doctorat qu’il défend en 1722 est un modèle d’érudition et de subversion : Quam de usu doctrinae juris romani, de ignorantia juris in foro Germaniae. Le projet de Priber est de réformer l’Allemagne par le droit romain. Pourchassé pour ses idées, il fuit les tribunaux à travers l'Europe. Le 13 juin 1735, Priber, candidat à l’émigration, est à Londres où il obtient l’autorisation de se rendre en Amérique. 

## Un utopiste chez les Amérindiens
Il se rend en Caroline du Sud et le 27 février 1736 Priber fait une demande pour acquérir un terrain dans la ville d’Amelia. C'est à cette époque qu'il se rend à Great Tellico, la capitale cherokee, située au-delà de la chaîne montagneuse des Unakas et des montagnes brumeuses. En quelques mois il maîtrise le tsalagi, la langue cherokee, et commence la rédaction d’un dictionnaire cherokee. Il enseigne aux Indiens l’usage des poids et mesures afin qu'ils puissent commercer équitablement avec les trappeurs britanniques. Il entreprend la réalisation d’un réseau de communications fluviales avec La Nouvelle-Orléans, mais aussi avec les territoires espagnols, afin de briser le monopole anglo-saxon. Pour les commerçants britanniques, il s’agit d’un crime impardonnable mais Priber sait exactement ce qu’il fait et il exhorte les indiens à ne plus céder leurs terres aux blancs et à considérer le sol comme un bien inaliénable, façonnant l’idée de la « nation cherokee ». En 1738 une terrible épidémie de variole décime les tribus cherokees, et les anciennes traditions s’avèrent incapables de s’adapter aux bouleversements de la société amérindienne.

## La Grande-Bretagne humiliée
Le chef Moytoy entreprend alors un processus de modernisation politique et culturel sous l’égide de son premier ministre : Christian Priber. Le gouverneur britannique de Charlestown reçoit une missive « officielle » de Great Tellico, capitale de la « nation Cherokee » qui l'informe, poliment mais fermement, que les Britanniques doivent quitter le sol américain puisque l’Amérique appartient aux Indiens et que ceux-ci ont l’intention de protéger leur terre et de la conserver. La lettre est signée Christian Priber, « premier ministre ». La tête de Priber est immédiatement mise à prix et le 2 mars 1739, l’Assemblée de la Caroline du sud lance un mandat d’arrêt contre lui. La prime est de 402 £. C’est le colonel Fox et deux soldats qui sont envoyés en territoire cherokee pour arrêter celui que l’on désigne sous le titre de « Docteur Priber ». Les amérindiens reçoivent l’envoyé britannique et lui confirment qu’aucune autorité étrangère n’a pouvoir sur la terre amérindienne, et qu’il ferait mieux de rentrer en Grande-Bretagne immédiatement…

## L'«Empire cherokee»
Christian Priber conçoit une série de rituels afin de constituer l’État cherokee sur le modèle « romain ». L’Empereur Moytoy 1er avait ainsi été couronné, et les chefs tribaux avaient reçu une série de titres honorifiques à la manière de la noblesse européenne. Cet « Empire républicain », réalisait l’union de la forme monarchique avec le système parlementaire du grand conseil cherokee. Une des premières actions de l’Empire Rouge est de décréter le territoire cherokee « Terre d’asile » pour tous les hommes, Britanniques, Français et Allemands ainsi que pour les esclaves fugitifs.

## La capture
C’est en 1743, « An cinq » de l’Empire Cherokee, que Christian Priber fut capturé à Tookabatcha par des officiers britanniques accompagnés de guerriers creeks. Le prisonnier est immédiatement conduit au fort Augusta, puis à Frederica en Géorgie où il est incarcéré. On fait suivre une caisse remplie des manuscrits de Priber. Ces documents vont sceller son destin. Le Général James Oglethorpe y découvre un dictionnaire, le premier jamais écrit sur la langue cherokee mais aussi un ouvrage prêt à être imprimé à Paris, désigné sous le nom de « Paradis » et décrivant la constitution et les « droits naturels » d’une « République cherokee ». Pour le Général et le Georgia Trustee, une chose est certaine, ce prisonnier ne devra jamais sortir vivant de prison. Christian Priber s’est éteint dans sa cellule le 21 avril 1743. Le manuscrit de la République de Paradis ne fut jamais retrouvé.